# Сонцівська сільська рада (Покровський район)
Сонцівська сільська рада (до 2016 року — Красненська) — колишній орган місцевого самоврядування у Покровському районі Донецької області з адміністративним центром у с. Сонцівка.

## Населені пункти
Сільській раді підпорядковані населені пункти:
- с. Сонцівка
- с. Берестки
- с. Зоря
- с. Новодмитрівка

## Склад ради
Рада складається з 16 депутатів та голови.

## Керівний склад сільської ради
| ПІБ                        | Основні відомості                                                              | Дата обрання | Дата звільнення |
| -------------------------- | ------------------------------------------------------------------------------ | ------------ | --------------- |
| Пузікова Тамара Леонідівна | Сільський голова, 1968 року народження, освіта, член Селянської партії України | 26.03.2006   | 31.10.2010      |
| Пузікова Тамара Леонідівна | Сільський голова, 1968 року народження, освіта вища, член Партії регіонів      | 31.10.2010   | 11.12.2011      |
| Кудінов Павло Іванович     | Сільський голова, 1976 року народження, освіта вища, член Партії регіонів      | 11.12.2011   | 09.09.2012      |
| Мишастий Василь Михайлович | Сільський голова, 1988 року народження, освіта вища, безпартійний              | 09.09.2012   |                 |

Примітка: таблиця складена за даними джерела